# Gunsmoke

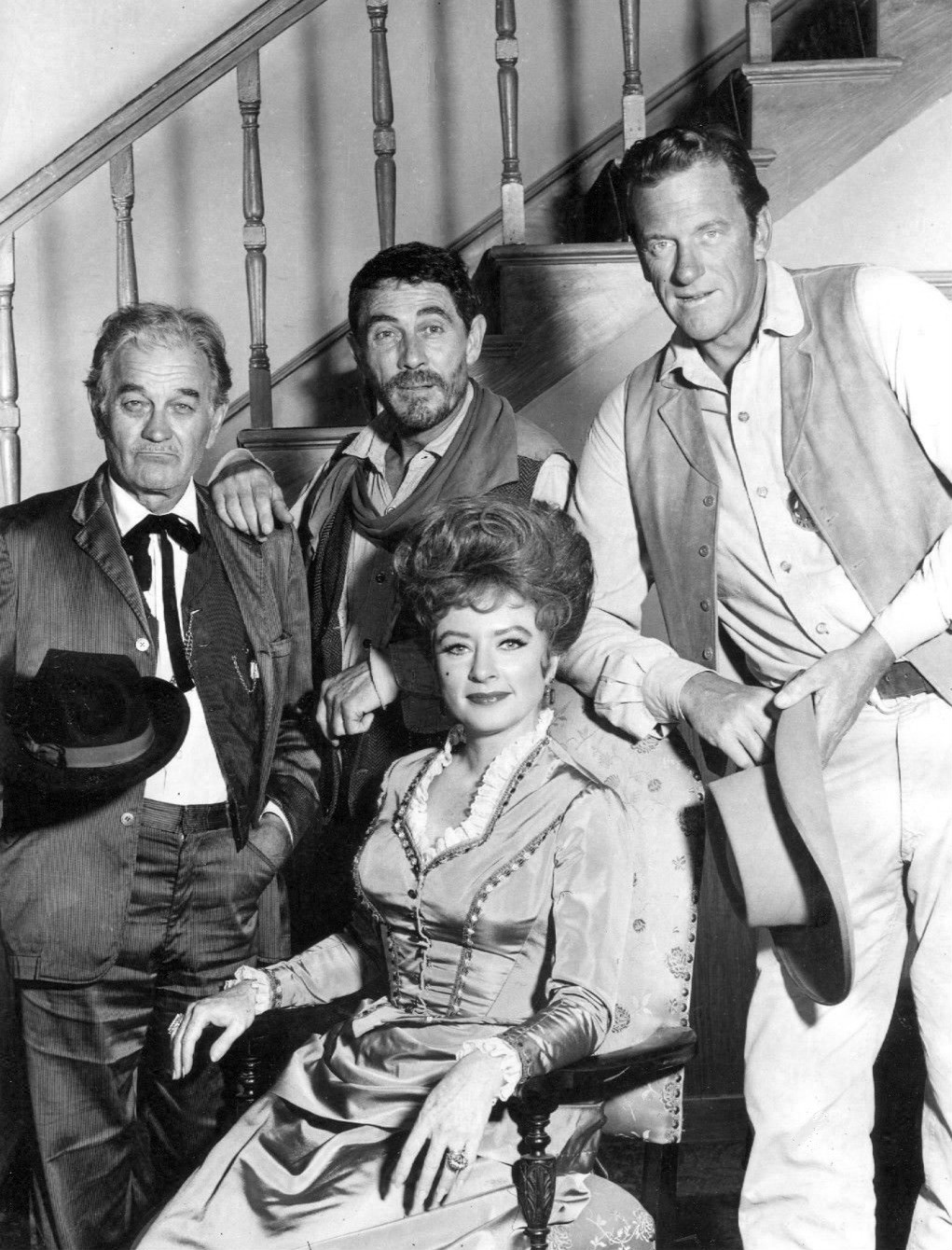
Hlavní herci televizního seriálu, vpravo James Arness, představitel Matta Dillona

Gunsmoke je americký rozhlasový a televizní westernový seriál. Byl vytvořen režisérem Normanem Macdonnellem a spisovatelem Johnem Mestonem. Rozhlasový seriál běžel v letech 1952–1961 na rozhlasové síti CBS Radio a televizní verze v letech 1955–1975 na televizi CBS (v letech 1955–1966 byl černobílý, v letech 1966–1975 barevný). Televizní seriál byl v letech 1957–1961 nejsledovanějším pořadem v USA. Děj se odehrává v městečku Dodge City v Kansasu. Hlavním hrdinou je příslušník United States Marshals Service Matt Dillon, v rozhlasové verzi ho hrál William Conrad, v televizní James Arness. Na základě seriálů vzniklo i pět televizních filmů, první, Gunsmoke: Return to Dodge, v roce 1987. Seriál dostal pět cen Emmy, včetně ceny pro nejlepší seriál v roce 1957.